# Apostolska nunciatura v Salvadorju
Apostolska nunciatura v Salvadorju je diplomatsko prestavništvo (veleposlaništvo) Svetega sedeža v Salvadorju, ki ima sedež v San Salvadorju; ustanovljena je bila 30. septembra 1933.
Trenutni apostolski nuncij je Léon Kalenga Badikebele.

## Zgodovina
Nunciatura je bila ustanovljena iz dotedanje apostolske nunciature v Srednji Ameriki.

## Seznam apostolskih nuncijev
- Albert Levame (24. januar 1934 - 12. november 1939)
- Giuseppe Beltrami (20. februar 1940 - 15. november 1945)
- Giovanni Maria Emilio Castellani (13. december 1945 - 6. september 1951)
- Gennaro Verolino (5. september 1951 - 25. februar 1957)
- Giuseppe Paupini (25. februar 1957 - 23. maj 1959)
- Ambrogio Marchioni (14. oktober 1961 - 1964)
- Bruno Torpigliani (1. september 1965 - 3. avgust 1968)
- Girolamo Prigione (27. avgust 1968 - 2. oktober 1973)
- Emanuele Gerada (8. november 1973 - 15. oktober 1980)
- Lajos Kada (15. oktober 1980 - 8. april 1984)
- Francesco De Nittis (24. januar 1985 - 25. junij 1990)
- Manuel Monteiro de Castro (21. avgust 1990 - 2. februar 1998)
- Giacinto Berloco (5. maj 1998 - 24. februar 2005)
- Luigi Pezzuto (2. april 2005 - 17. november 2012)
- Léon Kalenga Badikebele (22. februar 2013 - danes)